# フェアリー（完全犯罪）
「フェアリー（完全犯罪）」（フェアリー かんぜんはんざい）は、甲斐バンドの楽曲。1984年7月17日に26枚目のシングルとして発売され、1985年12月1日に31枚目のシングルとして再発売された。

## 概要

### オリジナル
オリコン最高34位。ファンハウス移籍第一弾で、田中一郎加入後初のシングル。
カップリングはシングルヴァージョン。両面ともニール・ドーフスマンがミックスを手掛けている。
本作は、ビデオ・クリップが制作されている。なお、その撮影中に甲斐が負傷したというエピソードがある。長らく映像のリリースはなかったが、2008年にPV集『PV BEST〜無法者の愛〜』にて初DVD化された。

### 1985年再発盤
スズキ『アルト』のCMソングに使用されたことをうけて、1985年にカップリングとジャケットが変更され（ベスト盤『Here We Come the (3→)4 Sounds』と同様）再発されている。
両面ともベスト盤『Here We Come the (3→)4 Sounds』からのシングルカットである。

## 収録曲
- 全作詞・作曲：甲斐よしひろ

### オリジナル
1. フェアリー（完全犯罪）
編曲：チト河内
2. キラー・ストリート （Single Version）
編曲：甲斐バンド・船山基紀

### 1985年再発盤
1. フェアリー（完全犯罪）
編曲：チト河内
2. マッスル
編曲：椎名和夫

## テイク別
本作が収録されているアルバムはN.Y3部作の1枚で、編集盤『ポイズン80's』において、各楽曲のアルバム未収録テイクや未発表テイクが明らかにされている。太字は、本作収録テイク。
| 曲名                   | Version |
| ---------------------- | --- |
| フェアリー（完全犯罪） | *Album/Single（LP"ラヴ・マイナス・ゼロ" Mixed by NEIL DORFSMAN）                                                                  |
| キラー・ストリート     | *Album（LP"ラヴ・マイナス・ゼロ" Mixed by BOB CLEARMOUNTAIN） *Single（Mixed by NEIL DORFSMAN ※Synth.Bass等のアレンジも異なる。） |
| マッスル               | *Album/Single（LP"GOLD/黄金" Mixed by BOB CLEARMOUNTAIN）                                                                         |